# Abell 907
Abell 907 è un ammasso di galassie situato in direzione della costellazione dell'Idra alla distanza di quasi 2 miliardi di anni luce dalla Terra.
È inserito nel Catalogo Abell redatto nel 1958 ed ha una classe di ricchezza 1, quindi formato da 50-79 galassie.
La galassia più luminosa è l'ellittica 2MASX J09582201-1103500.